# 戈特隆二世 (下洛林)
戈特隆二世 （法語：Gothelon II de Lotharingie，约1008年—1046年5月22日）被稱為「懦夫」、「懶漢」或「懶惰者」，阿登家族成員，上洛林公爵及下洛林公爵戈特隆一世次子，戈德弗瓦二世的弟弟。下洛林公爵及安特衛普藩侯（1044年至1046年在位），常被認為在其父親戈特隆一世去世後成為下洛林公爵，實際由1044年至1046年去世時統治下洛林公國和上洛林公國。
當戈特隆一世於1044年去世時，他的長子戈德弗瓦二世已經在下洛林公國共治了數年，但皇帝亨利三世並沒有將下洛林公國賜封給他。亨利三世首先威脅要把下洛林公國交給次子戈特隆（戈特隆不以勇氣或能力而聞名，而且可能有精神缺陷）。 戈德弗瓦叛亂並被監禁。亨利三世任命盧森堡的腓特烈二世接替為下洛林公爵。
戈特隆二世的去世日期一直存在爭議。父子之間的同名關係和文獻的不精確（包括並非所有文獻都提到他）使他在下洛林公國的角色引起爭議。